# هالة حبيبتي (مسرحية)
هالة حبيبتي هي مسرحية كوميدية درامية مصرية من إنتاج عام 1985، وهي مأخوذة عن المسرحية الأمريكية آني وهي من بطولة فؤاد المهندس ودلال عبد العزيز وسناء يونس والطفلة رانيا عاطف.

## طاقم العمل

### التمثيل
- فؤاد المهندس
- دلال عبد العزيز
- رانيا عاطف
- سناء يونس
- نصر حماد
- سامي سرحان
- عايدة فهمي
- سميحة محمد

والأطفال:
- سلوى محمد
- رشا رشدي
- رباب جمال الدين
- داليا عاطف
- شيماء سعد الدين
- أمل عبد المنعم
- رانيا سعيد
- دينا إدوارد
- رحاب صبحي
- سعاد عبد الوهاب
- إنجي سعدالدين
- جيهان ممدوح
- رانيا السيد
- هند حسني

### التأليف
- عبدالرحمن شوقي

### الإخراج
- نبيل عبدالعظيم (إخراج تلفزيوني)
- حسام الدين صلاح (مخرج منفذ مسرحي)
- محمود أبو جليلة (مساعد مخرج مسرحي)
- حسن عبدالسلام (مخرج مسرحي)

### الإنتاج والتوزيع
- شركة سبوت 2000 للإنتاج السنيمائي

### التصوير
- ممدوح الزهار

### الموسيقى
- محمد قابيل

## قصة المسرحية
تدور أحداث المسرحية حول استضافة ملياردير لطفلة في قصره، لتنجو من ملجأ الأيتام الذي تعاني فيه، كغيرها من الأطفال، الأمرّين من ظلم المشرفة، لكن الطفلة العنيدة المرحة التي تتمتع بذكاء كبير تصر إصرارا شديدا على اصطحاب كلبها ليقيم معها في القصر رغم اعتراض الملياردير على ذلك.
في النهاية تنجح في ملء فراغ حياته وفرض إرادتها على الملياردير بسلاح الطفولة والبراءة فأصبح يحبها حباً شديداً، كما نجحت في توجيه قلب الملياردير لسكرتيرته التي تحبه، ووصل تعلقه بهالة إلى أن عرض مكافأة لوالديها الذين تركاها على باب الميتم بسبب الفقر. يستغل الموقف أكثر من شخص ليحصلوا على المكافأة ويتركوا الطفلة على سكة القطار. تنقذ أمينة الملجأ الموقف دون قصد وترجع هالة للعيش بين الملياردير وسكرتيرته الذين قررا الزواج.